# John Stuart, 3. Earl of Bute

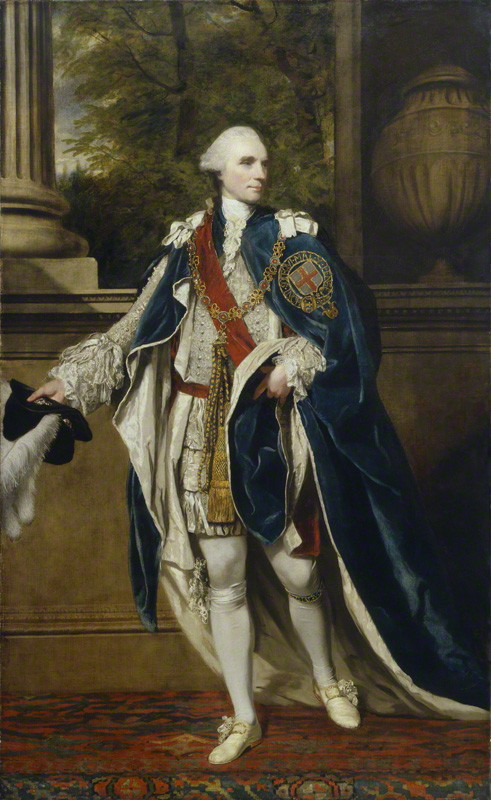
Joshua Reynolds: John Stuart,
3. Earl of Bute, Öl auf Leinwand, 1773

John Stuart, 3. Earl of Bute KG, PC (* 25. Mai 1713 in London; † 10. März 1792 ebenda) war ein britischer Staatsmann und Premierminister. Sein offizielles botanisches Autorenkürzel lautet „Stuart“

## Leben
John Stuart, aus dem Haus Stewart, stammte von einem unehelichen Sohn des schottischen Königs Robert II. ab. Er war der Sohn von James Stuart, 2. Earl of Bute, und dessen Gemahlin Anne Campbell, einer Tochter von Archibald Campbell, 1. Duke of Argyll. Er erbte 1723 beim Tod seines Vaters dessen Titel Earl of Bute. Nach seiner Ausbildung am Eton College studierte er an der Universität Leiden Rechtswissenschaften.
Bute wurde 1737 als schottischer Representative Peer ins britische House of Lords gewählt und gehörte zur schärfsten Opposition. Deshalb nicht wieder gewählt, zog er sich auf die ihm gehörige Insel Bute zurück. Bei der Landung des Prätendenten Charles Edward Stuart 1745 ging er nach London, wurde Günstling von Friedrich, Prince of Wales und nach dessen Tod Erzieher des späteren Königs Georg III. Nach dessen Thronbesteigung 1760 wurde Stuart Mitglied des Privy Councils und wusste alle Personen, die seinen ehrgeizigen Plänen im Weg standen, aus der Nähe des Königs zu entfernen. Nur William Pitt hielt sich bis zum Oktober 1761 im Departement des Auswärtigen. Stuart selbst war zuerst Staatssekretär und nach dem Sturz Thomas Pelham-Holles’ Premierminister. Als solcher schloss er gegen den Wunsch Friedrich II., des Alliierten Englands, am 3. November 1762 den Präliminarfrieden zu Fontainebleau mit Frankreich und machte sich dadurch, sowie durch Begünstigung der Tories und neue Steuern, besonders durch Einführung der Stempelsteuer, wodurch der Streit mit Nordamerika entzündet wurde, äußerst unpopulär. Am 8. April 1763 trat er zurück.
Stuart lebte danach auf dem von ihm gebauten Schloss Luton Hoo in Berkshire, wo eine Bibliothek von 30.000 Bänden, ein botanischer Garten und ein reiches Kabinett physikalischer, mathematischer und astronomischer Instrumente ihn ganz in Anspruch nahmen; er starb am 10. März 1792. Nur in Hofintrigen gewandt, hatte er keinerlei staatsmännische Befähigung.
Sein besonderes Interesse war die Botanik. Für die Königin von England verfasste er ein Prachtwerk über die britische Flora Botanical tables, neun prachtvoll ausgestattete Quartbände, von denen nur zwölf Exemplare gedruckt und verschenkt wurden. Die Illustrationen stammten von John Sebastian Miller. Zwei Botaniker benannten Pflanzengattungen nach ihm: Carl von Linné die Gattung der Scheinkamelien (Stewartia) aus der Familie der Teestrauchgewächse, William Roxburgh die Hülsenfrüchtler-Gattung Butea mit dem Malabar-Lackbaum (Butea monosperma). 1783 war er Gründungsmitglied der Royal Society of Edinburgh.
Daneben war er auch ein Mäzen von Schriftstellern und Künstlern, unter anderem förderte er Samuel Johnson und Robert Adam.
Der Fjord Bute Inlet in der kanadischen Provinz British Columbia ist nach ihm benannt.

## Ehe und Nachkommen
John Stuart heiratete 1736 Mary Wortley-Montagu (1718–1794), eine Tochter der Schriftstellerin Lady Mary Wortley Montagu. Seine Gattin wurde 1761 zur Baroness Mount Stuart erhoben. Mit ihr hatte er folgende Kinder:
- Lady Mary Stuart (1740–1824) ⚭ 1761 James Lowther, 1. Earl of Lonsdale;
- Lady Jane Stuart (1742–1828) ⚭ 1768 George Macartney, 1. Earl Macartney;
- John Stuart, 1. Marquess of Bute (1744–1814);
- Lady Anne Stuart (1745–1819) ⚭ 1764–1779 Hugh Percy, 2. Duke of Northumberland;
- Hon. James Archibald Stuart-Wortley (1747–1818) ⚭ Margaret Conyngham;
- Lady Augusta Stuart († 1778) ⚭ Andrew Corbet;
- Lady Caroline Stuart (1750–1813) ⚭ 1778 John Dawson, 1. Earl of Portarlington;
- Hon. Frederick Stuart (1751–1802), MP;
- Sir Charles Stuart (1753–1801), General der British Army, ⚭ 1778 Louisa Bertie;
- Hon. William Stuart (1755–1822), Erzbischof von Armagh ⚭ 1796 Sophia Margaret Juliana Penn;
- Lady Louisa Stuart (1757–1851), Schriftstellerin.